# 郡山冬果
郡山 冬果（こおりやま ふゆか、1970年12月12日 - ）は、日本の女優である。文学座所属。東京都出身。

## 出演作品

### 舞台
1990年
- 初舞台『山猫からの手紙』(文学座本公演)紀伊國屋ホール

1992年
- 『房吉』(文学座アトリエ公演)

1993年
- 『好色一代女』(本公演)三越劇場
- 『鰹群』『港の風』(ぐるーぷえいと)紀伊國屋ホール

1994年
- 『日暮れて、二楽章のセレナーデ』(本公演)紀伊國屋ホール
- 『ローゼンクランツとギルデンスターンは死んだ』(メジャーリーグ)博品館劇場

1995年
- 『メモランダム』(アトリエ)
- 『野分立つ』(本公演)東京芸術劇場小ホール

1996年
- 『水面鏡』(アトリエ)
- 『欲望という名の電車』(エイコーン)地方公演

1997年
- 『雨が空から降れば』(本公演)紀伊國屋ホール

1998年
- 『ジンジャー・ブレッド・レディー』紀伊國屋ホール

1999年
- 『きらめく星座』(こまつ座)紀伊國屋ホール

2000年
- 『缶詰』(本公演)紀伊國屋サザンシアター

2001年
- 『バラの刺青』(エイコーン)かめありリリオホール
- 『こわれがめ』(俳優座劇場)

2002年
- 『退屈な時間』(本公演）アトリエ

2004年
- 『かもめ』(tpt)ベニサンピット
- 『パレードを待ちながら』(本公演)紀伊國屋ホール

2015年
- 『リア王』(本公演)アトリエ

2016年
- 『春疾風』(本公演)紀伊國屋ホール

2018年
- 『真実』(本公演)東京芸術劇場 シアターウエスト

2022年
- 『田園1968』(本公演)紀伊國屋サザンシアター

2023年
- 『君しか見えないよ』 浅草九劇
- 『逃げろ！芥川』(本公演) 紀伊國屋サザンシアター

2024年
- 『アンドーラ 十二場からなる戯曲』(本公演)アトリエ

2025年
- 『もうひとりのわたしへ』（本公演）紀伊國屋サザンシアター[2]

### テレビ
- 俺たちに明日は来るのか
- がんばれジャイアンツ
- 裏切りの中央本線
- みなと未来・ヨコハマ
- イエローカード
- 夢暦長崎奉行
- その気になるまで
- 3年B組金八先生（第4シリーズ）第22話（1996年3月21日）- 海老屋の娘 役

### 映画
- 日日是好日（2018年、大森立嗣監督）-　典子の母 役

### 吹き替え
- オールイン 運命の愛（リエ）

### ラジオドラマ
- 僕はかぐや姫
- ふたり

### CM
- 『無添加だし』理研
- 『コレス＆ミドルケア さらっとおいしい青汁』大正製薬

## 受賞歴
- 平成8年度 第4回読売演劇大賞 優秀女優賞『水面鏡』
- 平成11年度 岡山市民劇場賞 新鋭賞『きらめく星座』